# دهستان لاکان
لاکان، دهستانی است از توابع بخش مرکزی شهرستان رشت در استان گیلان ایران.

## جمعیت
براساس سرشماری سال ۱۳۸۵ خ. جمعیت آن ۲۱،۲۵۱نفر (۵،۹۲۳ خانوار) بوده‌است. 